# Hiroshi Itsuki
Hiroshi Itsuki (五木ひろし, Itsuki Hiroshi, de son vrai nom Kazuo Matsuyama, né le 14 mars 1948 au Japon) est un chanteur et compositeur japonais de enka. Il débute en 1965 et chante d'abord sans succès sous divers pseudonymes: Masaru Matsuyama (1965-1967), Eiichi Ichijō (1967-1968), et Ken Mitani (1969-1971), avant de connaitre le succès à partir de 1971 en tant que Hiroshi Itsuki.